# 生源寺政子
生源寺 政子（しょうげんじ まさこ、嘉永5年8月2日（1852年9月15日） - 没年不詳）は、日本の女官。

## 生涯
日吉大社の社職を代々務めた生源寺家の出身。父は生源寺業親。
明治18年（1885年）6月29日、権命婦から命婦に昇任した。
明治19年（1886年）5月17日、英照皇太后が九条邸に行啓したが、この行啓に女官の一人として供奉した。5月22日には、英照皇太后・昭憲皇太后が観古美術会に行啓したが、英照側に供奉した。5月29日、英照・昭憲の高等師範学校への行啓について、英照に供奉した。
『昭和天皇実録』第一, 明治三十七年十一月九日条によると、川村純義の病状悪化に伴い、死去後の裕仁親王・雍仁親王の養育方針についての検討が行われたが適当な案を見いだせず難航し、明治37年（1904年）10月16日に東宮輔導顧問会議が開催され、東宮輔導威仁親王から皇太子嘉仁親王・同妃九条節子に二案が言上された。その内の一案が、東宮侍従長木戸孝正に養育を一任し、政子がその補佐を行うというものであった。10月18日にこの案ともう一案を奏上したが、政子が補佐することについて「御内儀」の承諾が得られず廃案となった。

## 栄典

### 位階
- 明治17年（1884年）09月30日、叙正八位[7]
- 明治18年（1885年）09月16日、叙従七位[8]
- 明治25年（1892年）11月29日、叙正七位[9]
- 明治30年（1897年）05月31日、叙従六位[10]
- 年月日不明、叙従五位[11]

### 勲章
- 大正04年（1915年）12月01日、勲六等宝冠章[11]
- 大正14年（1925年）05月10日、勲四等瑞宝章[12]